# 都営バス臨海支所

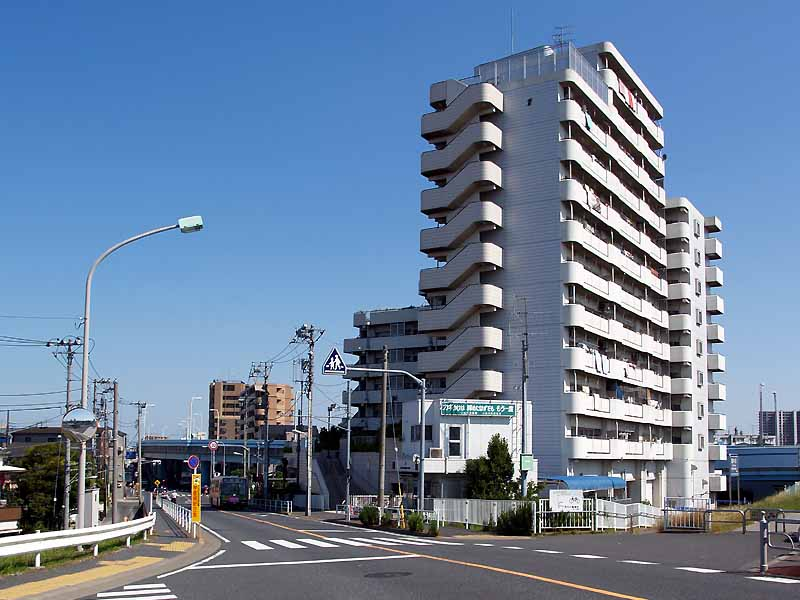
今井操車所（マンションの下層部）

都営バス臨海支所（とえいバスりんかいししょ）は、東京都江戸川区臨海町に所在し、都営バスのうち主に江戸川区、江東区、中央区などを走る路線を担当する営業所（支所）である。江戸川営業所の管轄下にある。営業所記号はRを用いる。ナンバーは江戸川（江戸川ナンバー登場以前は足立）である。
当支所の運行業務は、2004年以降はとバスに運営が委託され、直営の組織ではなくなっている。

## 沿革
当所の前身となる組織はかつて船堀にあり、初代江戸川自動車営業所として設置された。当時は今井支所を管轄下に置き、千葉県にも路線を伸ばしていた。1987年5月5日に今井支所と統合のうえ現在地へ移転し、臨海自動車営業所となったことを出自として、運行業務がはとバスに委託されたことに伴い支所に格下げされ、臨海支所となった。
- 1972年（昭和47年）12月1日：千葉県東葛飾郡浦安町（現・浦安市）を含む地域に新系統番号の設定をし、無軌条電車（都営トロリーバス）の廃止で空いた今井無軌条電車営業所を乗合自動車車庫（当初は江東自動車営業所今井支所、後に（初代）江戸川自動車営業所今井支所）へ変更した。
江戸川営業所の所属車両はいすゞ自動車のバスであったが、江東営業所の所属車両は日産ディーゼルと指定されていたため、今井支所にも日産ディーゼル車が配置されていた。そのため、江戸川営業所（初代）[注 1]では本所と支所で車両メーカが異なっていた[注 2]。
- 1977年（昭和52年）：東京ディズニーランドを経営しているオリエンタルランドが、オリエンタルランド交通（後の東京ベイシティ交通、現在の京成バス千葉ウエスト千鳥営業所）の路線バスを開業させ、浦安町（当時）内に都営バス以外の交通ができる。このため、地下鉄東西線[注 3]と接続する都営バスは廃止ができる状態となった。最終的に昭和53年（1978年）11月の浦安橋架替えによって、旧江戸川堤防沿いの道路（浦安橋バス停のあるところ）から浦安方向へ直接橋を渡れなくなったことにより、すべて撤退した[注 4]。
現在の浦安地域には京成バス千葉ウエスト[注 5]の路線バスがある。なお、浦安橋を渡る路線バスの設定は現在消滅している。
- 1987年（昭和62年）
  - 1月14日：新小20系統の運行を開始する（当初は今井の担当だった）。
  - 5月5日：船堀にあった旧・江戸川営業所と一之江の今井支所を合併し、JR京葉線の葛西臨海公園駅北部に移転。営業所名を臨海自動車営業所に変更する[注 6]。
- 1988年（昭和63年）6月8日：門21系統の運行を開始する（当初は深川管轄）。
- 1989年（平成元年）10月1日：二階02の運行を開始する。
- 2000年（平成12年）9月30日：二階02系統を廃止する[1]。
- 2004年（平成16年）4月1日：はとバスに委託のため、臨海自動車営業所は廃止された。同時に所管路線の変更・営業所名称を江戸川自動車営業所臨海支所へと変更する。
- 2005年（平成17年）
  - 4月1日：東20系統を江東から移管。現代美術館便を廃止し、錦糸町駅 - 門前仲町を設定する。
  - 8月24日：つくばエクスプレスの開業により、秋26系統の秋葉原駅乗り場を変更。休日便も経路変更により、歩行者天国による迂回運行を廃止する。
- 2008年（平成20年）4月1日：東22乙系統を江東から移管、東20乙系統に変更する。
- 2009年（平成21年）4月1日：木11乙系統を深川から移管する。
- 2012年（平成24年）4月1日：東20乙系統が廃止される。急行06系統を江東から移管する。
- 2013年（平成25年）4月1日：新小29系統を江戸川から移管する。
- 2015年（平成27年）4月1日：AL01・平28系統を青戸に移管する。
- 2018年（平成30年）4月1日：急行06系統を港南に移管する。
- 2022年（令和4年）4月1日：東20系統が廃止される。
- 2023年（令和5年）4月1日：平28系統を青戸と共管する。
- 2025年（令和7年）4月1日：錦11系統を港南と共管する。

## 現行路線

### 錦11系統
- （都電36→536→）錦11 : 亀戸駅 - 錦糸町駅 -（←江東橋/住吉駅→）- 森下駅 - 浜町中の橋 - 茅場町 - 築地駅
- 錦11折返 : 錦糸町駅 -（←江東橋/住吉駅→）- 森下駅 - 浜町中の橋 - 茅場町 - 築地駅

1971年（昭和46年）3月の都電第6次撤去で廃止された36系統（錦糸町駅 - 築地）の代替路線として開業。系統番号再編成で錦11系統となった。当初は錦糸町駅ガード下を発着していたが、その後北口バスターミナル（現在のアルカイースト付近に存在）へと移転した。1974年（昭和49年）には築地という地点が中途半端なこともあって有楽町駅まで延長が図られたが、晴海通りにおける渋滞や利用が芳しくなかったこともあり、第3次再建計画に伴う路線再編成で元の運転区間に戻された。
平成に入ってから、錦糸町駅北口再開発工事で乗り場が再度移転し、現行の錦糸町駅南口の四ツ目通り路上のバス停から発車する。2003年（平成15年）に半蔵門線が延伸すると、錦糸町 - 水天宮前間で並行する当路線は運行本数が削減された。その後も不採算路線であることから、2005年（平成17年）4月1日付けで臨海に移管、はとバスへの委託路線となった。2025年（令和7年）4月1日からは港南との共管になった。
臨海車庫からの出入は錦22を使用する。一部便は江東営業所で食休する。
錦糸町駅南口発着の路線としては唯一、四ツ目通り上から発着するが、駅から離れていて、交差点を渡った先（すぐ目の前）には錦糸堀停留所がある。2010年4月1日、一部便で錦糸町駅 - 亀戸駅を延長し、同時に亀戸駅方向が江東橋経由へと変更された（それまでは住吉駅経由）。

### 木11乙系統
- 木11乙 : 東陽町駅 - 新砂二丁目 - 新東京郵便局 - 潮見駅（平日朝夕のみ）

2009年4月1日に深川営業所から移管された。木11甲系統については従来通り深川営業所が担当している。朝夕のみの設定で、2025年3月31日のダイヤ改正以降は平日のみの運行となった。

### 新小20系統
- 新小20 : 一之江駅 - 大杉四丁目 - 新小岩駅北口 - 東新小岩四丁目（京成電鉄江戸川営業所→京成タウンバス奥戸営業所→京成バス東京葛飾営業所と共同運行）

都営地下鉄新宿線篠崎駅開業時に、地下鉄開通で減収が確実であった京成電鉄（現・京成バス）から共同路線の新設を打診された交通局が応えて1987年（昭和62年）1月14日付で開通した路線である。開通からしばらくは今井支所が担当したが、旧江戸川と今井の統合により臨海の担当となった。京成電鉄時代は上一色線、京成タウンバス（現・京成バス東京）への移管後は大杉線と呼称する。

長年京成バスに合わせて、都営も新小岩側の終点は操車場の1つ手前である東新小岩三丁目であったが、1998年（平成10年）7月20日付で都営のみ東新小岩四丁目まで延長される。さらに2001年（平成13年）2月16日付で京成便が京成タウンバスに移管される。朝は道路混雑のため、経路が変更となっており、新小20乙の新小岩駅北口発着となっていたが、2011年3月28日に経路が変更となり、これは廃止された。なお並行する新小29・新小30（→新小29-2）系統も同様である。
1998年以降、改正のたびに減回され続けており、今では非常に少なくなっている。

### 門21系統
- 門21 : 東大島駅 - 亀高橋 - 豊住橋 - 東陽町駅
- 門21 : 東大島駅 - 亀高橋 - 豊住橋 - 東陽町駅 - 木場駅 - 冬木 - 門前仲町

営団地下鉄有楽町線新富町 - 新木場間開業と同時の1988年（昭和63年）6月8日に運行開始。名目上は東21系統の代替として設定された系統だが、重複区間はあまりない。運転は東陽町 - 東大島駅がメインで、門前仲町行きの便はあまり多くない。出入は臨海22系統を使用する。
当初は深川営業所が担当していたが、1990年（平成2年）7月1日付で葛西と深川の共管になり、1993年（平成5年）3月、葛西単独に変わる。その後、臨海のはとバス委託化と同時に移管されている。

### 錦22系統

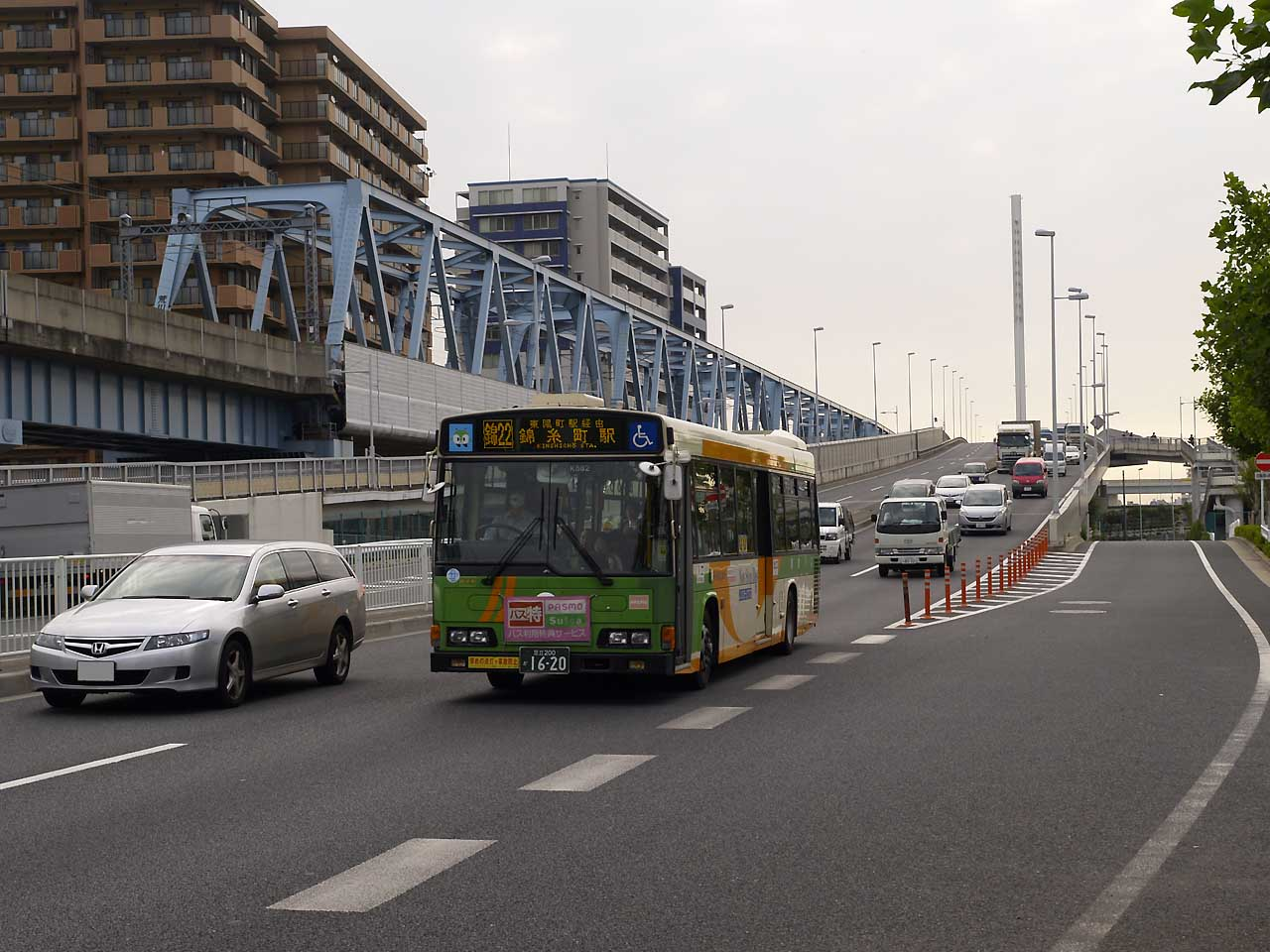
清砂大橋を渡ってきた錦22 (R-K582)

- 錦22 : 錦糸町駅 - 千田 - 東陽町駅 - 南砂町駅入口 - 新田住宅 - 臨海車庫[注 7]

錦糸町駅から四ツ目通り、永代通りを経由して清砂大橋を渡り臨海車庫に至る。清砂大橋を通る路線で道路渋滞の目立つ葛西橋を経由しないが、出入便のため臨海車庫方向は大幅に遅れることもある。
当系統の設定の目的は、はとバスに委託された錦糸町駅を発着する錦11系統への車両の送り込みである（乗務員勤務表による。ただし、最近では朝を中心に錦22系統で往復する運用も見られる）。このため、運行される時間帯や運転間隔はきわめて不均等となっている。しかし、江戸川区内から江東区南砂町にある江東高齢者医療センターやSUNAMO、葛西地区から東陽町にある警視庁江東運転免許試験場、西葛西周辺から錦糸町への足としても利用されている。
この路線の特徴として、東陽町駅の臨海車庫行きバス停が乗降別になっており、降車は東22系統、乗車は都07系統のポールを使用している。また、西葛西駅付近の清新町健康サポートセンター、西葛西駅南はそれぞれ西葛27・西葛20系統の運行ルート上に設置されているが両系統は停車せず錦22系統のみ停車する。

### 臨海22系統
- 臨海22 : 臨海車庫 - 新田住宅 - 西葛西駅 - 宇喜田 - 船堀駅

2004年4月1日のはとバス委託時に、船堀駅・東大島駅を発着する路線に車両を送り込むための路線として新設された。船堀駅では降車位置がダイヤによって異なる（南口ロータリーの競艇バス乗り場の降車ポールと船堀街道上の錦25系統・錦糸町駅行乗り場の手前の2箇所）。なお、船堀駅から東大島駅までは船堀橋（新大橋通り）経由で回送となる。
船堀駅から西葛西駅までは同じ都営バスの新小21系統があるがそちらは、途中側道ヘ入るが、当路線はそのまま船堀街道を行く。出入路線なので運行間隔がとても不均等なのが特徴。

### 葛西22系統・臨海28-2,3系統

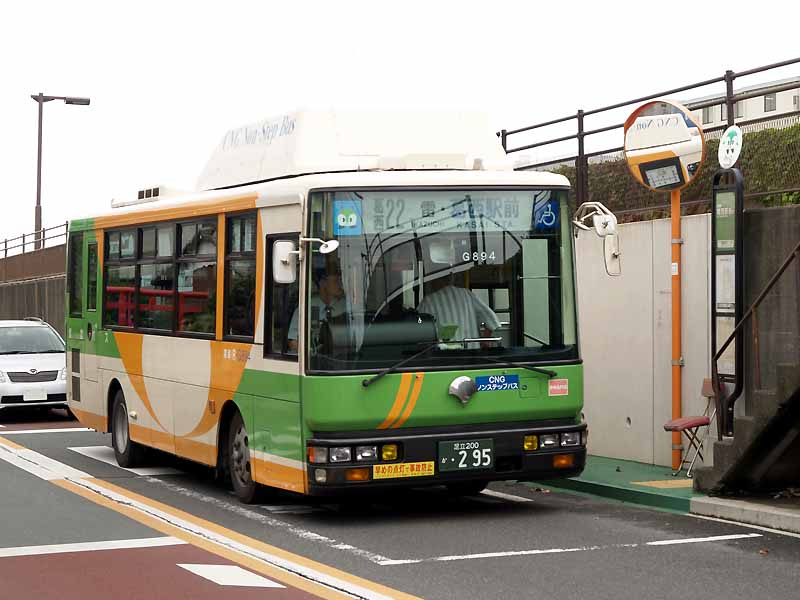
葛西22 (R-G894)

- 葛西22：一之江駅 - 下今井 - 浦安橋 - 雷 - 葛西駅
- 臨海28-2：一之江駅 - 古川親水公園 - 葛西駅 - 堀江団地 - 臨海車庫（本数少）
- 臨海28-2：葛西駅 - 堀江団地 - 臨海車庫
- 臨海28-2出入：葛西駅 - 富士公園 - コーシャハイム南葛西（平日のみ、本数少）
- 臨海28-3：葛西駅 - 中左近橋 - 臨海車庫（本数少）

一之江駅〜葛西駅間で臨海28-2系統は、環七通りを通るが葛西22系統は、環七通りの東側の旧江戸川沿いに走る路線。新小22よりさらに迂回するような経路を通る。沿線には古い集落があり、堤防沿いなど狭い道が多い。出入は、この他にも秋26・亀26など葛西駅・一之江駅周辺を起終点とする系統の出入庫としても運行され、本系統よりも本数が多いようである。葛西駅 - 一之江駅で葛西22系統と臨海28-2系統は全く違う経路をとり、一之江駅から葛西駅までは両系統合わせて5本/時ほど確保されている。
臨海28-2出入系統は平日のみの運行で、路線図やみんくるガイドには記載されていない。葛西駅では駅前のバスターミナルではなく、南に離れた環七通り上の15番のりばから発車する。
臨海28-2系統は2014年4月1日より臨海に復帰となった。臨海28-1系統は引き続き江戸川が所管する。
臨海28-3系統は、2020年（令和2年）4月より臨海28乙からの名称変更の際に、一部便が経由地を変更する形で運行開始された。

### 平23系統

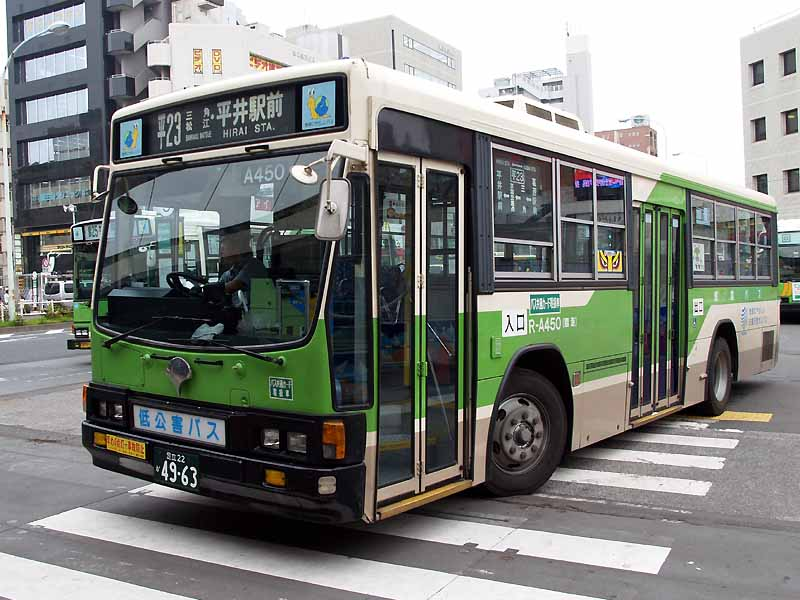
平23 (R-A450)

- 平23 : 葛西駅 - 三角 - 松江 - 京葉交差点 - 平井駅
- 平23 : 葛西駅 → 三角 → 松江（最終便のみ）
- 平23 : 東小松川一丁目 → 京葉交差点 → 平井駅（初便のみ）

以前34系統（三角 - 東小松川一丁目 - 東小松川四丁目 - 平井駅前 - 平井四丁目）として設定されていた系統である。小松川橋より東は現在の錦25系統と同じルートを走っていたが、1970年の経路変更で三角 - 東小松川一丁目が現行の一之江通り - 今井街道経由になる。2003年4月改正までは平井駅より先、総武線を越えて平井操車所まで運行されていた。当路線はかつては平23甲系統と称した。乙系統は現在の上23系統だが、平井駅周辺で重複していた以外は全く別の路線である。入出庫のため葛西駅発最終のみ松江止まり、平井駅方面の初便のみ東小松川一丁目発がある。現在は臨海支所の管轄であるが、これまでに管轄が臨海（旧江戸川）と葛西の間で何度か変わっている。

### 草24系統
- 草24：浅草寿町 - 浅草雷門 - 本所二丁目 - 亀戸天神 - 亀戸駅（本数少）
- 草24：浅草寿町 - 浅草雷門 - 本所二丁目 - 亀戸天神 - 亀戸駅 - 西大島駅 - 大島駅 - 東大島駅

亀24系統の浅草寿町発着の系統を分離して2002年（平成14年）5月30日に誕生した。一時は東大島駅発着は減少し、亀戸駅 - 浅草寿町が多かったものの、現在は東大島駅発着が主である。また、正月三が日などの催し開催時は増発される。

### 葛西24系統

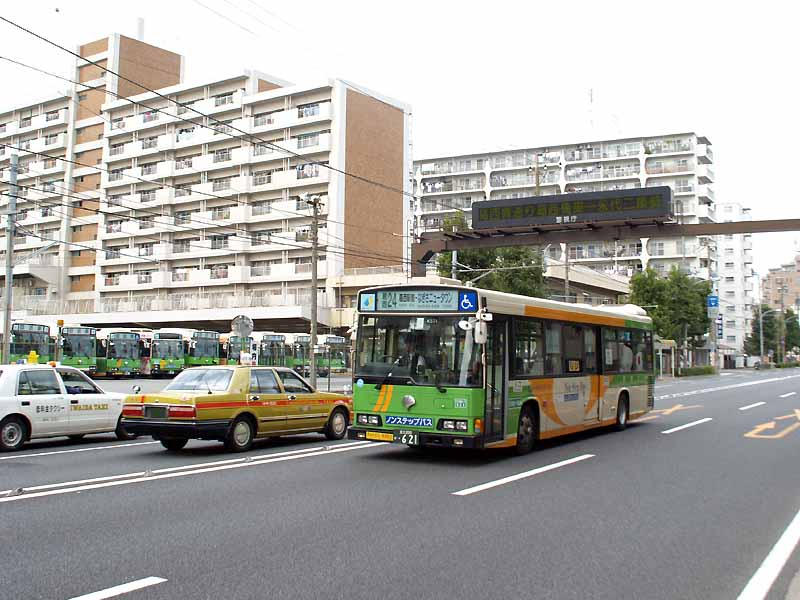
葛西橋通りを迂回する葛西24 (V-K571)

- 葛西24：なぎさニュータウン - 堀江団地 - 葛西南高校入口 - 葛西駅 - 第六葛西小学校 - 宇喜田小学校 - 船堀駅
- 葛西24：なぎさニュータウン - 堀江団地 - 葛西南高校入口 - 葛西駅 (平日朝のみ)

葛西駅を挟んで南北で特徴が異なる路線。南側はなぎさニュータウンと葛西駅を環七通り・堀江団地経由で結ぶため朝夕は混雑し、この区間の折返し運行も行われる。北側は、葛西駅から葛西中央通りを経由して船堀駅へと向かう。こちらも朝夕は混雑するが、南側ほどは混まない。
毎年10月の第三日曜日は、経由地の葛西区民館（江戸川区役所葛西出張所）周辺で行われる「葛西まつり」のために交通規制が敷かれ、葛西駅 - 葛西郵便局では環七通り - 葛西橋通りを迂回する。
2014年4月1日に江戸川より移管した。一度江戸川が継ぎ後に臨海に移管される例は平28系統、新小29系統に続き3例目となる。

### 亀26系統

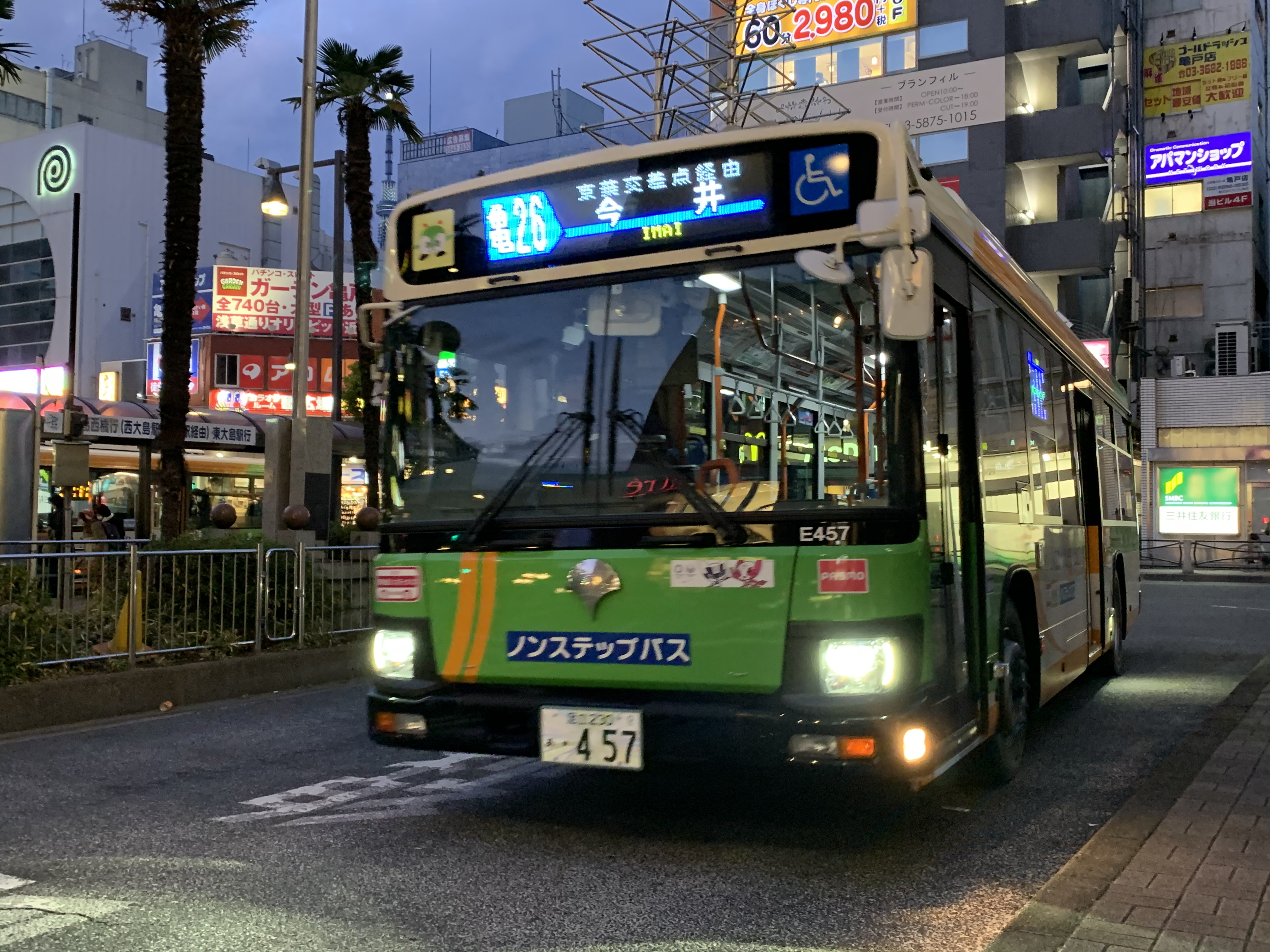
亀26 (R-E457)

- （トロリー101→601→上26→）亀26 : 亀戸駅 - 小松川三丁目 - 京葉交差点 - 松江 - 一之江駅 - 今井

無軌条電車ことトロリーバスの101系統の廃止代替系統601系統を出自としており、古くは城東電気軌道にまでさかのぼる。1990年7月に上26系統を亀戸を境に東西で分割したうちの亀戸駅 - 今井間が当系統の運行区間である。終点の今井はトロリーバス今井無軌条電車営業所で、トロリーバス廃止後は江東自動車営業所今井支所（のちに江戸川自動車営業所（初代）今井支所）となっていた。
現在は、今井支所の跡地には都営住宅が建っており、1階部分は路線バスの操車所として車庫機能があった名残をとどめている。京葉道路や今井街道では始終車の役割も担っているので、利用者は多い。

### 秋26系統

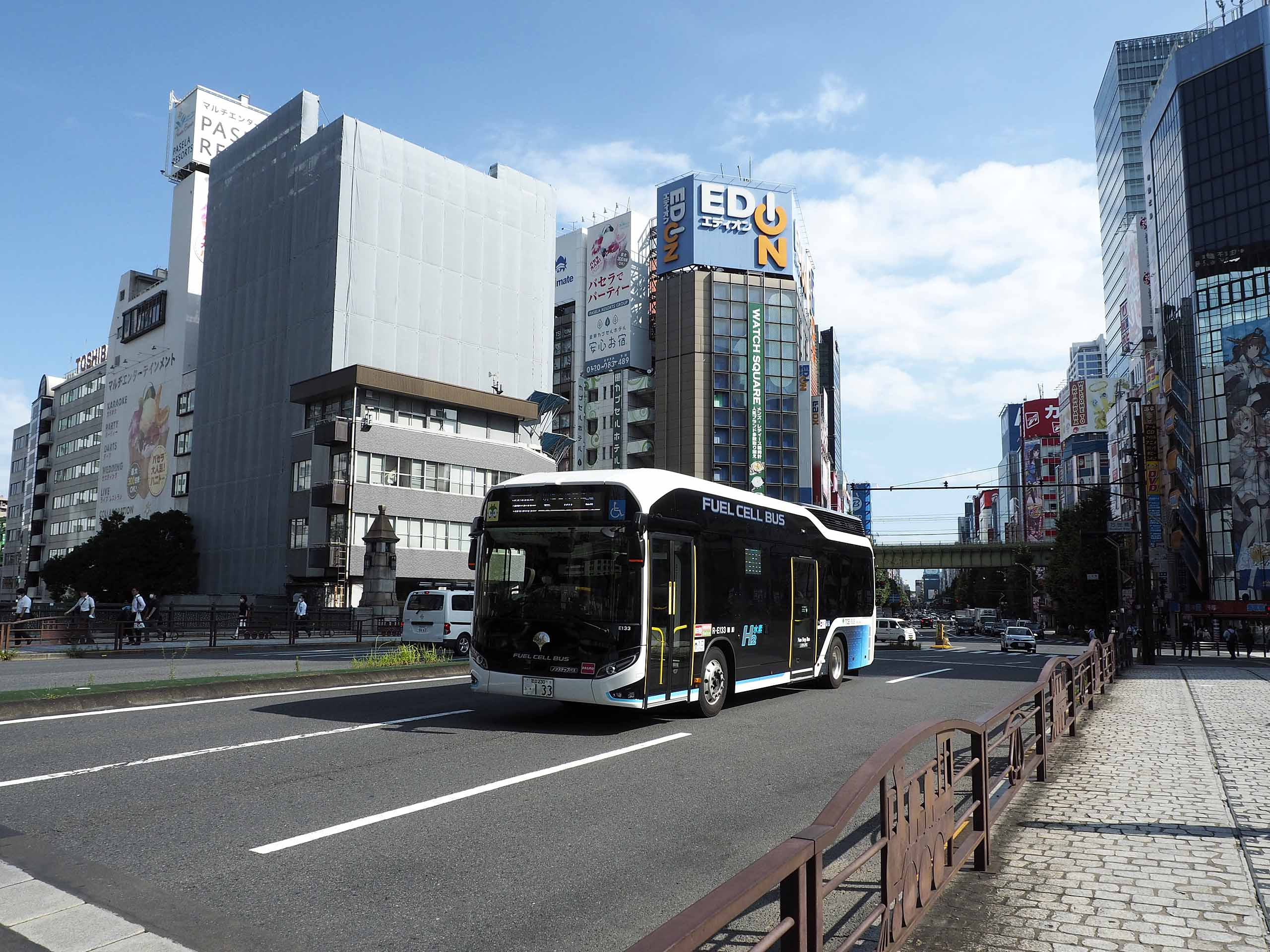
秋26 (R-E133)

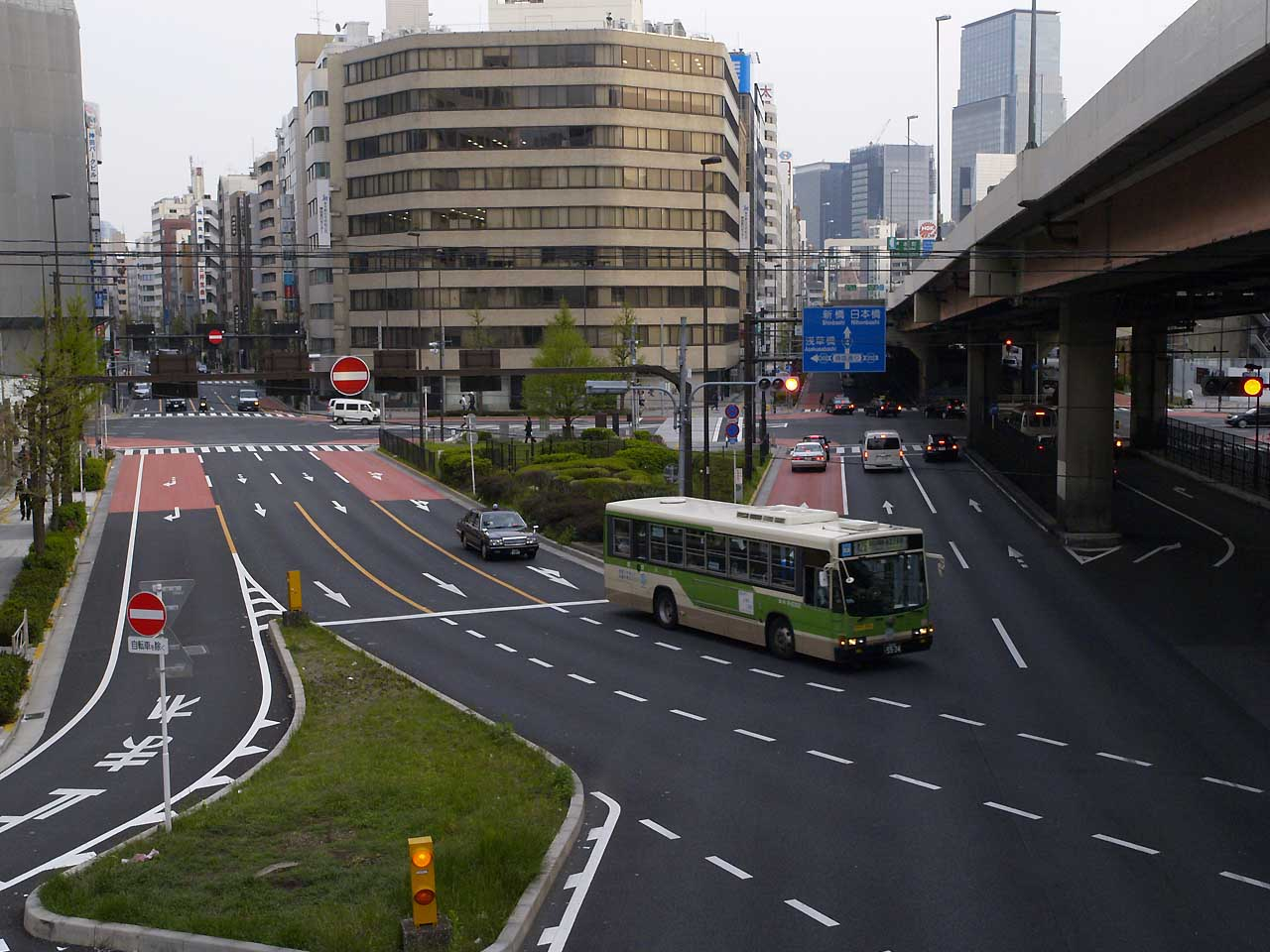
日曜・祝日の秋葉原駅行きは神田駅を経由せず、岩本町一丁目から岩本町交差点経由で秋葉原駅へ直行する (R-E352)

- 秋26 : 秋葉原駅 - 神田駅 -（← 小伝馬町 ← 水天宮前 / 岩本町駅 → 東日本橋駅 →）- 清澄白河駅 - 扇橋二丁目 - 境川 - 亀高橋 - 旧葛西橋 - 葛西橋東詰 - 江戸川車庫 - 葛西駅（平日・土曜）
- 秋26 : 秋葉原駅 -（← 小伝馬町 ← 水天宮前 / 岩本町駅 → 東日本橋駅 →）- 清澄白河駅 - 扇橋二丁目 - 境川 - 亀高橋 - 旧葛西橋 - 葛西橋東詰 - 江戸川車庫 - 葛西駅（休日）

その歴史は古く、1947年に境川 - 浅草寿町間で開通、その後路線変更を繰り返してきた。かつては上野公園 - 旧葛西橋間の運行だった時期があったが、1979年には上野側を秋葉原駅までに短縮する代わりに葛西橋側を葛西車庫、葛西駅まで延長、現在の運行区間である秋葉原駅 - 葛西駅間となった。当初は洲崎営業所（現・深川営業所）の担当で、1957年には江東営業所に移管、1972年10月以降は長らく葛西営業所が担当し、双方向から葛西車庫行も運転されていた。はとバス委託となり、臨海支所へ受け持ち変更が行われたが現在も江戸川区 - 江東区 - 中央区 - 千代田区と走り、城東地区では珍しい東西往復路線である。かつては枝線として東26系統（東京駅八重洲口 - 葛西車庫）も設定されていたが、1982年12月に廃止されている。
浜町中の橋 - 神田駅間では一方通行道路の存在により、秋葉原駅方面と葛西駅方面で経路が異なる。秋葉原駅行きは新大橋通りから人形町通り経由で半蔵門線水天宮前駅や人形町三丁目（人形町駅最寄り）、小伝馬町（小伝馬町駅最寄り）を、葛西駅行きは靖国通りから清洲橋通り経由で岩本町駅、馬喰横山駅（東日本橋駅）や久松町を通っている。秋葉原駅からは須田町、神田駅を経由して岩本町駅方面へ向かうため、秋葉原駅で乗り遅れても岩本町駅停留所（山崎製パン本社前）まで徒歩あるいは走って行けばそのバスに乗れるケースもある。
神田駅 - 万世橋や秋葉原付近での中央通りにおける歩行者天国（プロムナード）のため休日は経路が異なり、秋葉原駅行きは岩本町一丁目を出ると神田駅を経由せず人形町通りから岩本町交差点経由でそのまま秋葉原駅へ直行、電気街口には入らず秋葉原駅東口（書泉ブックタワー・千代田区和泉橋出張所前）と万世橋（石丸電気ソフト本館～パソコンタワー前、現・パセラリゾーツAKIBAマルチエンターテインメント）に停車すると、葛西駅前行きになって昌平橋から神田淡路町経由で靖国通りを岩本町駅へ向かい通常ルートに復帰していた。
2005年8月24日の首都圏新都市鉄道つくばエクスプレス開業時に、電気街口の秋葉原駅乗り場から、新しく整備された駅前広場に乗り入れることとなり、さらに休日は秋葉原駅の次が岩本町駅となったため、プロムナードによる迂回運行は見納めとなった。
江戸川区・江東区の区間は地下鉄東西線と都営新宿線の中間部の鉄道空白地帯の東西の移動手段として重宝し、低迷路線の多い臨海の路線の中では比較的高い利用者数を誇っている。
東京マラソン開催日の一部時間帯は、葛西駅 - 清澄白河駅間での折り返し運転を行う。

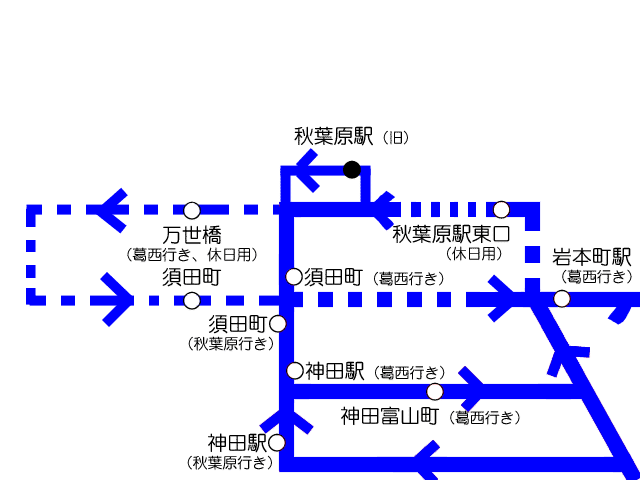
秋葉原・神田周辺の経路（2005年8月23日まで）
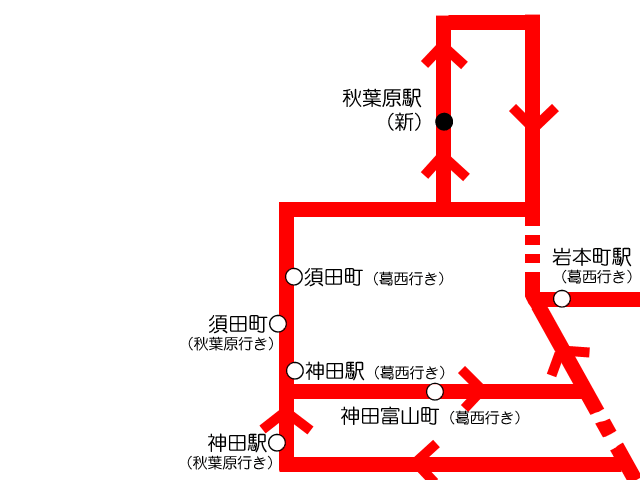
秋葉原・神田周辺の経路（2005年8月24日以降、現行）
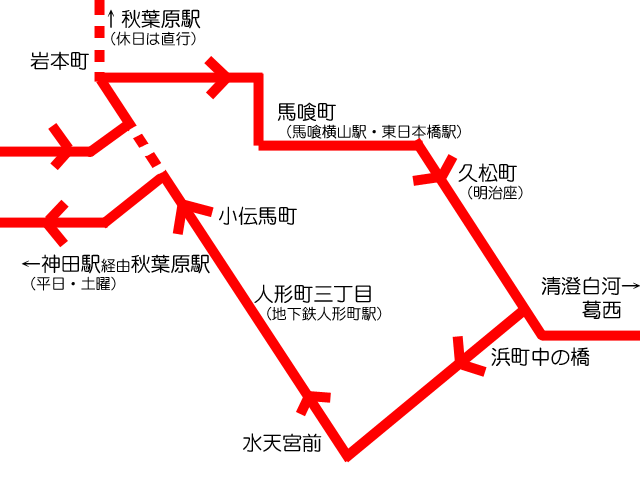
浜町付近の経路 ※破線は休日
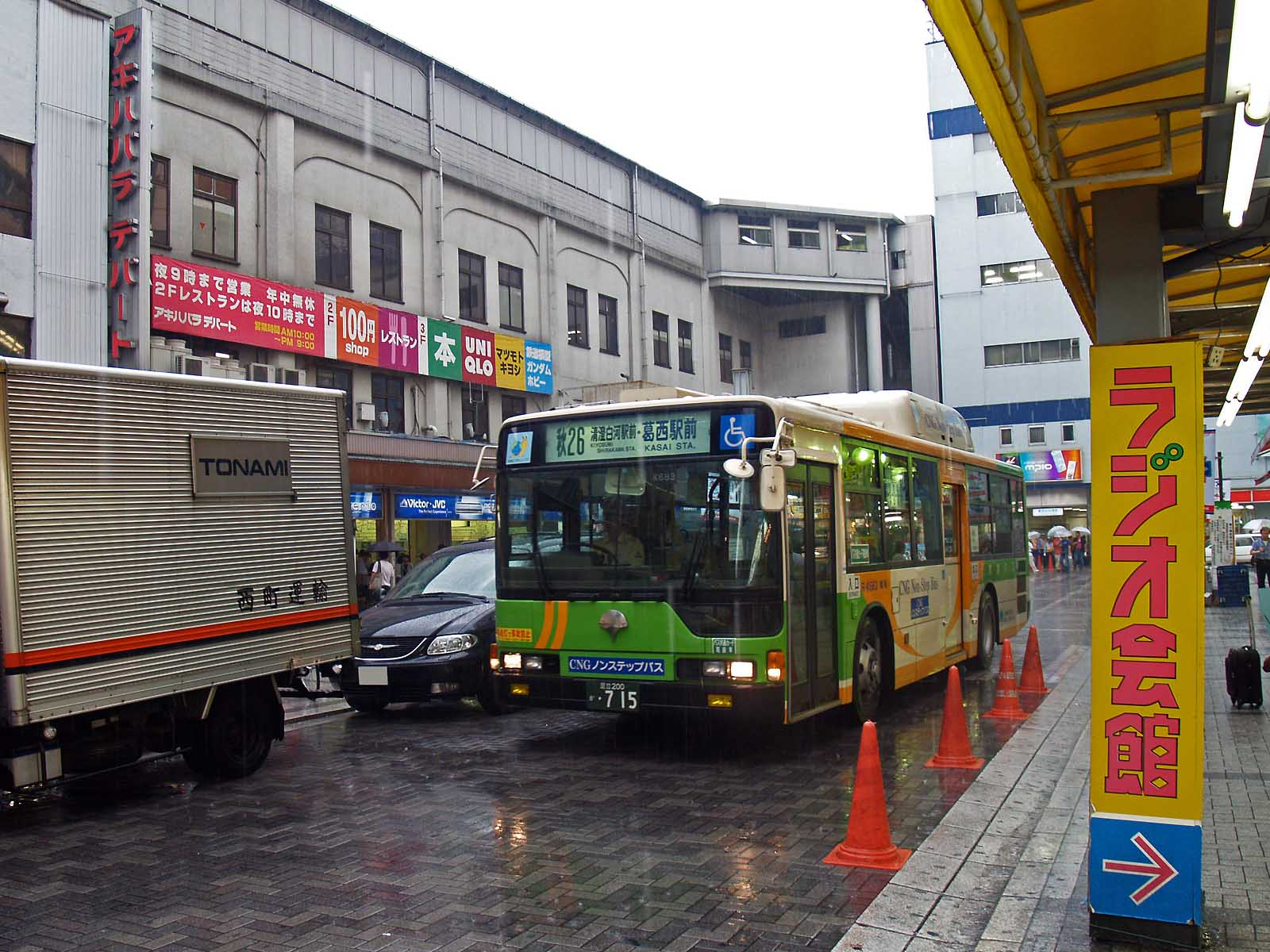
2005年8月23日までは秋葉原駅電気街口から発着していた
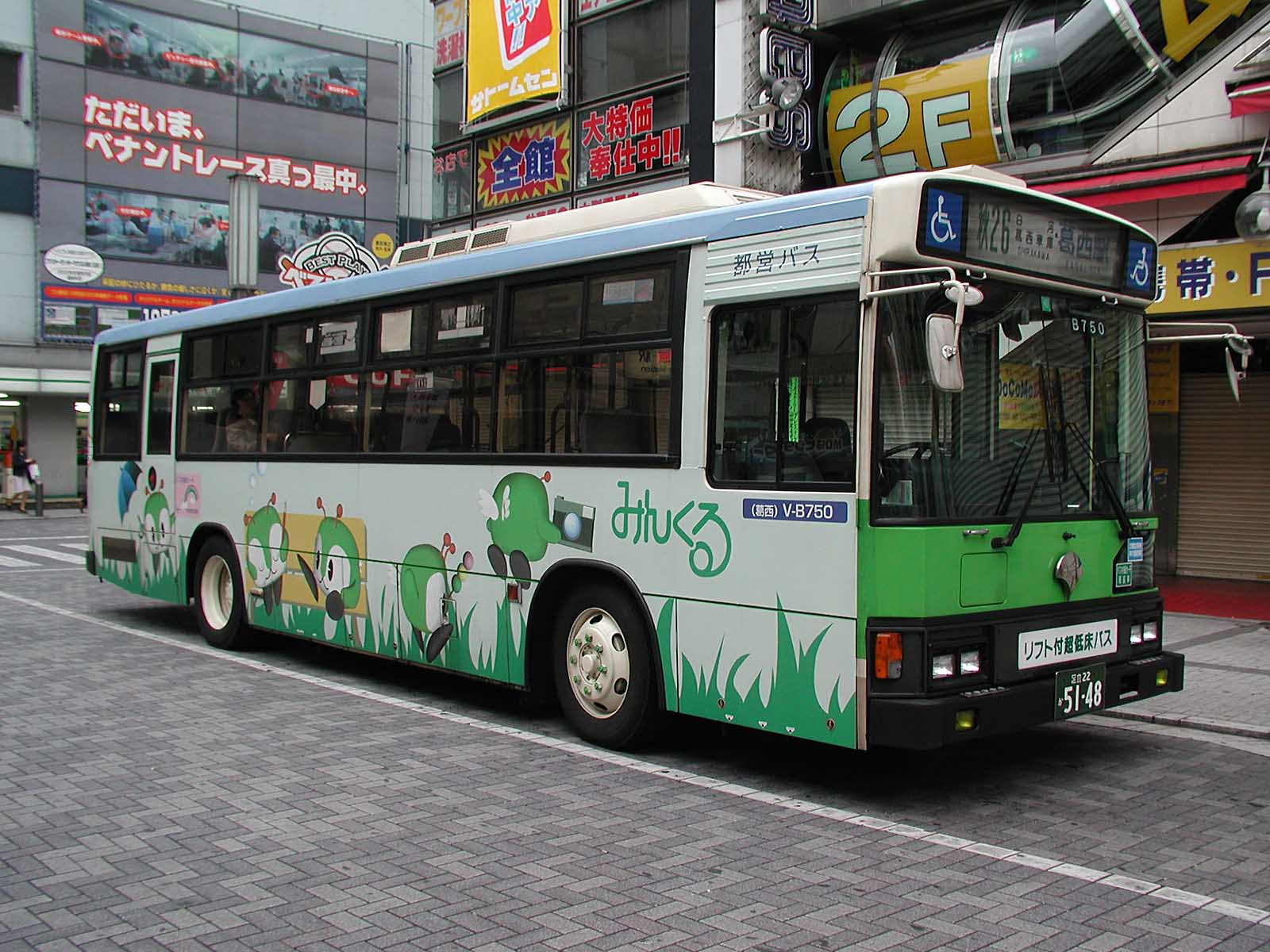
葛西営業所時代（2000年撮影）

### 西葛26系統
- 西葛26：船堀駅 - 行船公園 - 西葛西駅 - 清新町二丁目 - 東京臨海病院 - なぎさニュータウン - 葛西臨海公園駅
- 西葛26：船堀駅 - 行船公園 - 西葛西駅（平日朝夕のみ）
- 西葛26：西葛西駅 → 清新町二丁目 → 東京臨海病院 → 臨海町二丁目団地 → なぎさニュータウン → 葛西臨海公園駅（土曜・休日初便のみ）
- 西葛26出入：葛西臨海公園駅 - 臨海車庫 (出入庫)

東京臨海病院への輸送を主目的に開通した。起終点だけを見ると既存の路線に並行しているように見えるが、実際には他の路線がない地域間の連絡を担うなど江戸川区のコミュニティバス的な役割を持ち、大回りルートで所要時間もかなりかかる。特に西葛西 - 葛西臨海公園間はS字状のルートで、おおよそ30分近くかかる（西葛20系統は20分程度）。2007年4月1日より西葛01系統の代替として、船堀駅 - 西葛西駅に折返系統を新設した。また西葛西駅始発の葛西臨海公園駅行きもある。
西葛20、西葛27系統との区別のため、方向幕を使用していたときの地色は灰色を用いていた。

### 両28系統

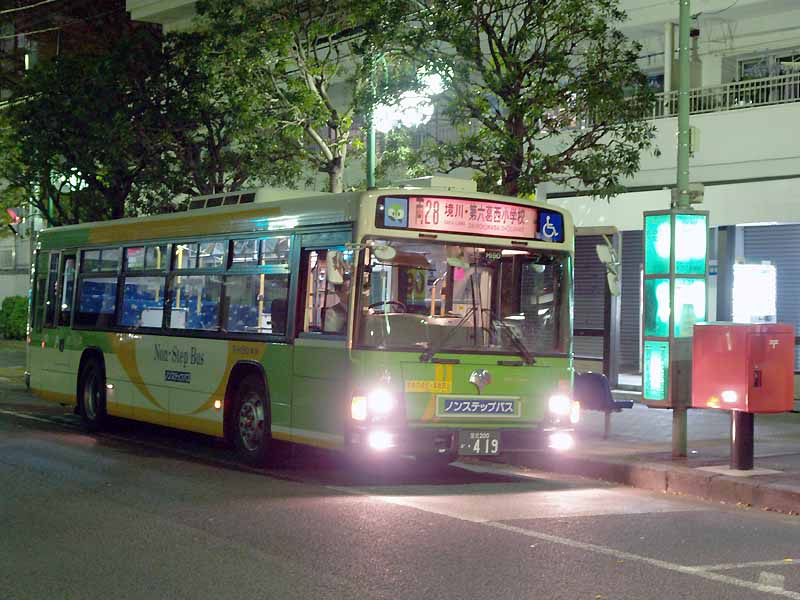
第六葛西小学校行き (R-H150→G-H150→P-H150)

- （都電29→草28→）両28：両国駅 - 錦糸町駅 - 亀戸駅通り - 境川 - 葛西橋
- 両28折返-1：亀戸駅 - 境川 - 葛西橋（葛西橋発は深夜のみ、亀戸駅発は平日早朝のみ）
- 両28折返-2：葛西橋 - 東大島駅
- 両28出入：両国駅 - 錦糸町駅 - 亀戸駅通り - 境川 - 西葛西駅 - 新田住宅 - 臨海車庫
- 両28出入：亀戸駅 - 境川 - 西葛西駅 - 新田住宅 - 臨海車庫
- 両28出入：両国駅 - 錦糸町駅 - 亀戸駅通り - 境川 - 日曹橋 - 西葛西駅南 - 新田住宅 - 臨海車庫（一日一往復のみ）
- 両28出入：両国駅 ← 錦糸町駅 ← 亀戸駅通り ← 境川 ← 宇喜田 ← 第六葛西小学校 (出庫)
- 両28出入：錦糸町駅 → 亀戸駅通り → 境川 → 宇喜田 → 第六葛西小学校 (入庫)

両国駅から京葉道路・明治通り・清洲橋通りを経由して葛西橋に至る本線を中心として、両国駅から京葉道路・明治通り・清洲橋通り・葛西橋通りを経て・西葛西駅方面へと向かう出入庫線からなる系統である。西側は大半が両国駅発着で、わずかに錦糸町駅・亀戸駅発着便が存在する。
1972年（昭和47年）11月12日の都電第7次撤去で廃止された29系統（須田町 - 葛西橋）の代替系統として両国橋を渡り、靖国通りを西進して神田駅まで行く草28系統として設定された。神田駅付近では中央通りの歩行者天国時にルートの変更も行われていた。しかし、京葉道路の渋滞や錦糸町駅以西への利用客の減少などにより、都営大江戸線が開業した2000年12月12日に神田駅 - 両国駅間が短縮となり、系統番号も両28系統に変更となった。
この結果、両国橋を渡る定期路線バスは消滅し、同時に両国停留所（町名表示では、中央区東日本橋二丁目付近の靖国通り上にあった）が廃止された。運転区間が大部分で他の路線と被ることや不採算路線であったことも影響して、2004年に葛西営業所から、臨海支所に所管が変わり、現在に至っている。なお、草28系統が発着していた神田駅バス停留所は神田富山町バス停留所に改称の上、秋26系統が現在でも発着している。
2004年の路線再編時に、臨海車庫への出入庫の為、両国駅・亀戸駅 - 臨海車庫が設定され、またかつて運行されていた都07系統の葛西車庫入庫便の名残である錦糸町駅→第六葛西小学校、および両28系統の葛西車庫出入庫の始発・最終便の名残で亀戸駅 → 第六葛西小学校と第六葛西小学校 → 両国駅の系統が各1日1本設定され、現在でも運行されている。
また、東大島（交通局の施設がある）での職員の食事・休憩や葛西橋操車場へ車両を送り込むため、東大島駅 - 葛西橋の路線がある。なお、両28系統の出入庫、及び前述の錦22系統が設定されるまでは、西葛西駅と錦糸町駅を直通で結ぶバスが無かった。両系統の設定後は、休日の錦糸町の場外馬券売り場利用者など、ごく僅かではあるが固定需要が存在している。
第六葛西小学校発着便と東大島駅 - 葛西橋便はみんくるガイドに記載されていない。後者に至っては都バス運行情報サービスにも掲載されていない。
2015年8月17日から2019年3月31日まで葛西橋折返所で工事が行われていたため、工事期間中は葛西橋方向の東砂六丁目北・葛西橋停留所を休止して葛西橋行は「東砂六丁目」行として運行されていた。
2022年3月末を持って亀戸駅始発の最終第六葛西小学校行きが廃止となり、第六葛西小学校行きは錦糸町駅始発の1便のみとなる。

### 平28系統
- 平28 : 東大島駅 → 小松川区民館 → 平井駅 → 平井都営アパート → 東大島駅（循環）

もともとは錦28乙系統を名乗っていた路線で、1990年（平成2年）3月に開通した。当初は葛西営業所の担当で、後の系統番号の平28への変更、臨海支所への移管を経て2015年（平成27年）4月1日付けで同じくはとバス委託の青戸支所に移管された。その後、2023年（令和5年）4月1日付けで同じくはとバス委託の青戸支所と共管となり、8年ぶりに担当が復活した。

### 船28系統
- 船28 : 船堀駅 - 松江四中通り - 篠崎駅

141→新小24系統（東新小岩四丁目 - 篠崎・今井循環）が前身。都営地下鉄新宿線の篠崎延伸で篠崎駅までに短縮された後は京成電鉄の小岩線や南小岩線との競合で不採算路線に転落し、篠崎駅周辺における都営の営業権維持を目的に、路線の無かった地域を経由するように経路変更を実施して1998年（平成10年）3月30日に誕生した。現行の都営バスでは最東端を運行する路線である。
2006年（平成18年）に京成バスが類似のルートで区役所線を開設した後も、引き続き運行されている。

### 新小29系統

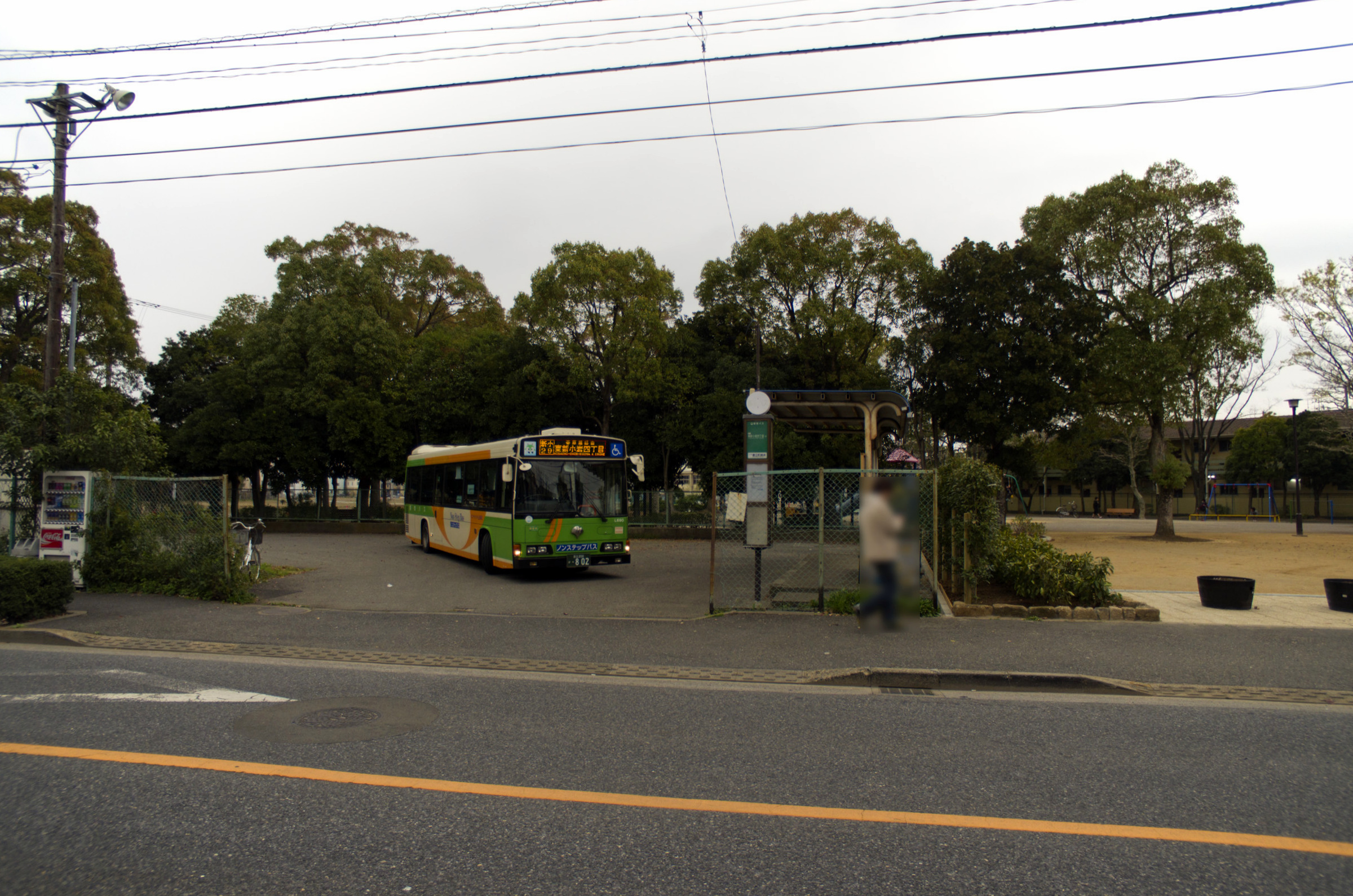
廃止された新小29系統春江町終点

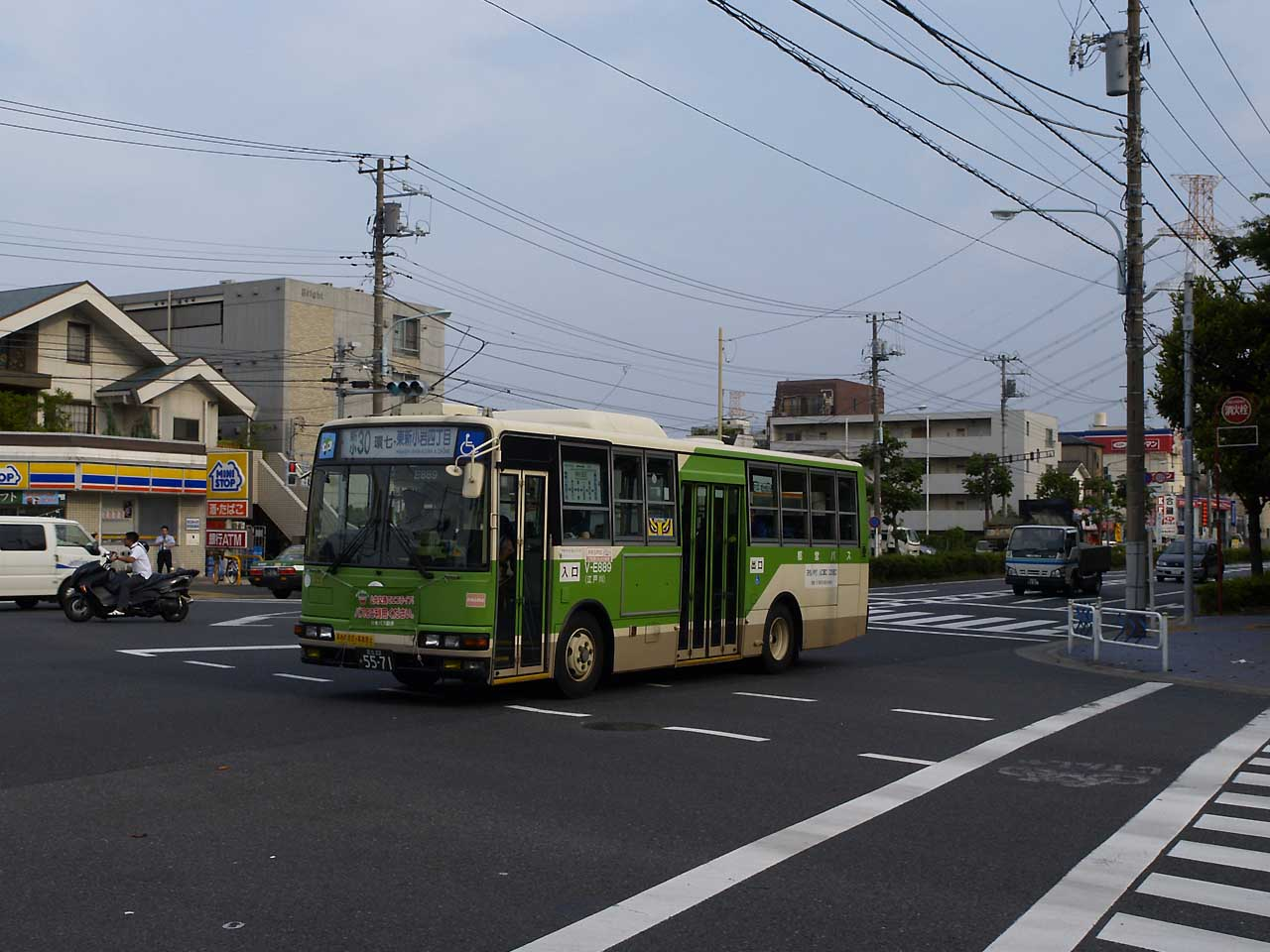
江戸川営業所担当当時の新小30時代 (V-E889)

- 新小29 : 東新小岩四丁目 - 新小岩駅北口 - 菅原橋 - 松江 - 一之江駅
- 新小29 : 東新小岩四丁目 - 新小岩駅北口 - 菅原橋 - 松江 - 一之江駅 - 葛西駅
- 新小29-2 : 東新小岩四丁目 - 新小岩駅北口 - 菅原橋 - 松江 - 一之江駅 - 葛西駅 - 臨海町二丁目団地 - 東京臨海病院
  - 2013年4月1日 : 新小29乙系統（東新小岩四丁目 - 一之江駅 - 春江町終点）を廃止する[11]。また、新小29・30系統ともに江戸川営業所から臨海支所に移管のうえ[11]、新小30系統は系統番号を新小29-2系統に変更する[11]。

1963年（昭和38年）に開通した春江町終点 - 東京駅丸の内北口間の77系統が前身で、1964年に新小岩駅まで短縮された。現在の新小29系統・葛西駅発着は1975年12月に設定されたもので、春江町終点発着は新小27系統を名乗っていたが、1990年3月に系統番号が統合されて新小29乙系統となっていた。
新小29-2系統は、東京臨海病院開設時に臨海所轄だったことから、新小29系統の出入庫の一部を臨海28系統から移して新小30系統として開通した。病院到着後そのまま車庫へ入庫（出庫も同じく、車庫から病院まで回送→新小29-2系統で営業開始）するダイヤであり、完全な不等間隔で病院アクセスとしての需要は無く、後年に京成の直通路線が開通してからは空気輸送に等しい。なお降車場は西葛22系統の西葛西駅行き方面と同じだが、乗車場は葛西水再生センター停留所や京成バス葛西臨海営業所の近くに置かれたところから発着する。2013年4月1日に当系統は江戸川より臨海に移管され、事実上の復帰となったほか、春江町終点発着が廃止となった。一度江戸川が継ぐものの後年に臨海に委託されるのも2005年改変で臨海に移管された平28系統に続き8年ぶりの2系統目となる。新小30系統は同時に新小29-2系統に変更となった。この系統は都営バスとしては2005年改編の際に錦27系統から派生した錦27-2系統（小岩駅 - 船堀駅）、2012年改変の際に里48系統から派生、廃止された王46系統の北部地区のみ継承し、南半分は既存の里48系統と同じ経路にした加賀団地循環線の里48-2系統に続いて、3番目の枝番がついた系統となる。
春江町終点発着系統の廃止により、都営バスにおいて停留所名に「終点」がつくものが全て消滅した。現在、春江町終点折返所の跡地は瑞江公園の一部となっている。

## 廃止・移管系統
江戸川に移管した路線は割愛する。トロリーバスの車庫（今井無軌条電車営業所）を出自とした今井支所、旧江戸川営業所時代には、瑞江大橋で新中川を渡り今井へ到着し、浦安橋で江戸川を渡り、また浦安橋で江戸川を渡った乗り入れ系統は、千葉県に入り都バスの浦安橋操車所、営団地下鉄東西線浦安駅前を経由し、都バスの浦安操車所がある浦安終点停留所まで走っていた（浦22・錦29・新小22・新小21・東28系統が乗り入れていた）。なお、浦安への都営バスの乗り入れは、昭和17年の陸上交通事業調整法に基づく戦時統合に伴い、葛飾乗合バスの今井街道以南が東京市電気局に買収されたことがきっかけであった。したがって、浦安の地に他社の路線は存在せず、単独で都営バスの営業エリアだった。
それまで交通が不便だった浦安地域であるが、東京ディズニーランドを経営しているオリエンタルランドが自前でオリエンタルランド交通（現・東京ベイシティ交通）を設立、1977年4月に浦安駅入口 - 舞浜間を皮切りに順次路線を開通し、浦安地域の交通を確保した。最終的に昭和53年（1978年）11月の浦安橋架替えによって、旧江戸川堤防沿いの道路（浦安橋バス停のあるところ）から浦安方向へ直接橋を渡れなくなったことにより、都営バスの浦安圏内の路線はすべて廃止されている（東京ディズニーランドは1983年に開園）。
今井支所は上26系統のほか、新小20、新小24、新小27、新小29の東新小岩発着系統を担当してきたが、1987年5月の営業所統合により5系統とも臨海営業所の担当となっていた。

### AL01系統
- AL01 : 東大島駅 → 小松川二丁目 → 小松川さくらホール → チェリーガーデン → 小松川二丁目 → 東大島駅

2000年12月に葛西営業所の担当で設定されたアクセスラインバス。2004年の臨海支所への移管を経て2015年4月1日に青戸支所に移管となった。

### 二階02系統

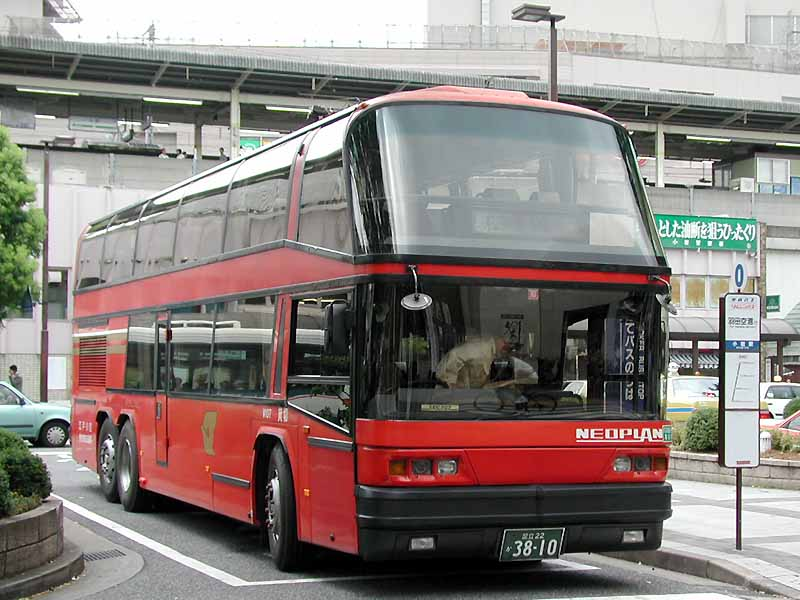
二階02 (R-V107)

- 二階02 : 小岩駅 - 一之江駅 - 葛西駅 - 葛西臨海公園駅（京成電鉄江戸川営業所と共同運行）

江戸川区の委託により1989年（平成元年）10月に運行開始。京成バス江戸川営業所との共同運行で都営2台、京成1台が割り当てられていた。ネオプラン・スカイライナーを用いて土曜・日曜・祝日を中心に運行されていたが、利用客減少と車両の老朽化、江戸川区の財政見直しに伴い、2000年（平成12年）9月30日限りで廃止された。京成バスではこの路線免許が、1999年に開業した羽田空港リムジンや2004年に開業した成田空港リムジン、2007年に開業したシャトルセブンに生かされている。
使用していた車両はネオプランの国内総代理店、中央交通に引き取られ、観光バスとして運用された。

### 急行04系統
- 急行04：西葛西駅 - 宇喜田 - 船堀駅 - 京葉交差点 - 江戸川区役所 - 新小岩駅

上記停留所のみ停車するラビットバスで、平日朝夕のみの運行。新小21系統の急行便という位置付けで、宇喜田 - 船堀駅間は船堀街道を経由していた。2000年（平成12年）12月12日の大江戸線全線開通時に設定。2003年（平成15年）3月17日に運行終了。

### 東20乙系統
- 東20乙 : 東京駅丸の内北口 - 日本橋 -（←水天宮 / 茅場町→）- IBM箱崎ビル

この系統は1989年4月10日に東22乙系統として開通、当初は巣鴨・千住・江東の3営業所が共管していた。同年12月には箱崎方向のみ湊橋を経由する東22丙も設定されたが、1993年3月に廃止されている。これと同時に江東営業所、1996年3月にも千住営業所が撤退、巣鴨営業所の単独所管となった後、2000年12月に本線と同じ江東営業所に再移管された。
その後、2008年4月1日には東20系統に編入、系統番号を東20乙に変更のうえ江東営業所から臨海支所に移管された。2012年4月1日に廃止。

巣鴨営業所時代の出入庫は、当時東京駅発着だった茶51系統で実施されていた。

### （旧）新小20系統
- （旧）新小20 : 新小岩駅 - 江戸川区役所 - 京葉交差点 - 江戸川車庫（現・船堀駅） - 船堀小学校 - 安楽寺 - 宇喜田 - 葛西一丁目 - 新田

この江戸川車庫は、現在の葛西営業所を出自とした江戸川営業所ではなく、都営地下鉄新宿線の船堀の駅前にかつて存在した初代江戸川営業所である。

### （旧）新小21系統
- （旧）新小21 : 新小岩駅 - 江戸川区役所 - 京葉交差点 - 江戸川車庫（現・船堀駅） - 船堀小学校 - 小島 - 宇喜田 - 葛西車庫 - 葛西駅 - 浦安橋 - 浦安駅 - 浦安終点

この系統に存在する江戸川車庫は、かつて都営地下鉄新宿線の船堀駅前に存在した旧江戸川営業所であり、現在の江戸川営業所（葛西営業所を改称）とは異なる。今井支所を管轄していた。千葉県への乗り入れも当営業所（今井支所も含む）の管轄であった。この系統は現在も新小岩駅 - 西葛西駅を江戸川営業所管轄で運行している。

### （旧）新小22系統
- （旧）新小22 : 新小岩駅 - 江戸川区役所 - 京葉交差点 - 東小松川四丁目 - 松江 - 一之江 - 瑞江 - 今井 - 下今井 - 長島 - 浦安橋 - 浦安駅 - 浦安終点

この系統は、22系統として設定され、国鉄（現JR）総武本線の新小岩駅から京葉道路を横断し、新中川、今井から浦安橋で江戸川を渡り、営団地下鉄（現東京メトロ）東西線浦安駅前を経由し、千葉県にある都営バスの操車所の浦安終点まで走っていた。千葉県の浦安の交通の便が悪かった地域への橋渡しであった。現在はJR京葉線も開通し、東京ディズニーランドも2013年現在30周年を迎えた浦安市であるが、当時は交通の便が悪く、1977年（昭和52年）以降はオリエンタルランド交通が路線を順次開業させて浦安地域は発展し、浦安橋架替によって都営バスは1978年までに浦安地域から撤退した。現在浦安橋を渡る路線バスは設定されていない。

新小22系統は現在も葛西駅発着に変更のうえ、江戸川営業所が運行している。

### 新小24系統
- 新小24 : 東新小岩四丁目 - 巽橋 - 新小岩駅北口 - 江戸川区役所 - 京葉交差点 - 東小松川三丁目 - 松江 - 一之江 - 瑞江 - 今井 - 八雲神社 - 江東園 - 上鎌田 - 篠崎団地 - 篠崎図書館 - 西瑞江一丁目 - 春江小学校 - 西一之江二丁目 - 京葉交差点 - 江戸川区役所 - 新小岩駅北口 - 巽橋 - 東新小岩四丁目

- 新小24 : 東新小岩四丁目 - 新小岩駅北口 - 江戸川区役所 - 篠崎駅

この路線は、新小岩駅を通り、今井、瑞江、篠崎などを循環し新小岩駅の北東方面にある都営バスの操車所、東新小岩四丁目を起終点としていた路線であった。その後東新小岩 - 篠崎 - 今井に短縮のうえ京成との相互乗り入れを解消、新宿線が篠崎まで延長されると今井 - 篠崎駅間を短縮、1987年には担当が今井から臨海へと変わり、さらに1998年3月30日、船28系統に変更・短縮されて現在に至る（前述）。

### （旧）上26系統
- （トロリー101→601→）上26 : 今井 - 一之江駅 - 京葉交差点 - 小松川三丁目 - 亀戸九丁目 - 亀戸駅 - 亀戸天神 - 太平三丁目 - 押上 - 業平橋駅（現・とうきょうスカイツリー駅） - 言問橋 - 浅草二丁目 - 下谷二丁目（鶯谷駅入口） - 根津駅 - 上野公園

- （トロリー101→601→）上26 : 今井 - 一之江駅 - 京葉交差点 - 小松川三丁目 - 亀戸九丁目 - 亀戸駅

江戸川営業所今井支所がトロリーバス廃止以来ずっと担当してきたが、1987年の旧江戸川営業所と今井支所の統合により臨海営業所に移管された後に1990年7月に分割、上26系統は亀戸 - 上野間の運行となる。所管は大塚、巣鴨、南千住、江東の4営業所間で移管を繰り返し、2009年には青戸支所の担当に落ち着く。
今井 - 亀戸駅間は現在の亀26系統である（前述）。

### 錦27系統
- 錦27：小岩駅 - 二枚橋 - 江戸川区役所 - 亀戸駅通り - 錦糸町駅 - 浅草橋 - 箱崎町（京成電鉄奥戸営業所＝現・京成バスと共同運行）

1982年12月に江東営業所から移管されたが、1988年頃に江東営業所が再度参入して共管となったのち1989年3月に撤退した。その後1996年に両国駅まで短縮のうえ京成との共同運行を解消し、現在は2代目江戸川営業所の担当となっている。
京成側は系統番号を「小74」と改め、小岩駅 - 小松川警察署間で京成タウンバスが運行を続けている。

### 新小27系統
- 新小27 : 春江町終点 - 一之江駅 - 松江 - 同潤会 - 東小松川五丁目 - 菅原橋 - 小松中学校前 - 新小岩駅北口 - 東新小岩四丁目

1990年3月に新小29系統に統合されたのち、2004年の江戸川営業所への移管を経て2013年（平成25年）3月31日限りで春江町終点発着が廃止となった。ほかの新小29系統は臨海支所に再移管のうえ現在も運行中。

### 浦22系統
- 浦22 : 浦安終点 - 浦安駅 - 浦安橋 → 瑞江 → 今井 → 下今井 - 浦安橋 - 浦安駅 - 浦安終点

千葉県東葛飾郡浦安町（現・浦安市）の浦安終点を始発にして、途中浦安橋を渡って今井、葛西を循環し浦安終点へ戻る循環路線。千葉県側を出発し東京都に入ってまた千葉県へ出て行くという経路ゆえ、東京都交通局が千葉県のために運行するような路線などと揶揄されていた。

交通局第2次再建計画に伴う追加の路線再編成がされるなか、オリエンタルランド交通（現・東京ベイシティ交通）の営業開始に伴い千葉県内部分が移譲される形、ならびに最終的に浦安橋の架替えによって、旧江戸川堤防沿いの道路（浦安橋バス停のあるところ）から浦安方向へ直接左折できなくなったことにより、1978年（昭和53年）11月2日付で浦安橋を渡る部分を廃止。都区内のみの循環路線（旧）葛西22系統に短縮したが、その後、循環ではなくなった。現在も葛西駅 - 一之江駅間で運行中。

### 東28系統
- 東28 : 浦安終点 - 浦安駅 - 浦安橋 - 今井 - 瑞江（現・一之江駅） - 一之江 - 松江 - 京葉交差点 - 小松川三丁目 - 亀戸九丁目 - 大島第三小学校 - 江東区役所第二庁舎（現・西大島駅） - 住吉町三丁目 - 菊川三丁目 - 森下 - 水天宮前 - 茅場町 - 江戸橋 - 日本橋 - 東京駅丸の内北口

JR京葉線、都営地下鉄新宿線、東京メトロ東西線の開業以前に千葉県浦安町と東京駅を直結していた系統。東京メトロ東西線開業後の1973年（昭和48年）に千葉県内の区間を廃止して今井打ち切りに変更。さらに1978年（昭和53年）の都営新宿線岩本町 - 東大島間開業に伴い錦糸町駅 - 今井間に短縮、現在の錦28系統となる。さらに路線の短縮、経路変更や葛西営業所への移管を経て現在に至る。

### 錦29系統
- 錦29 : 浦安学校 - 浦安終点 - 浦安駅 - 浦安橋 - 雷 - 新田 - 宇喜田 - 葛西橋 - 境川 - 大島二丁目 - 亀戸駅通り - 江東車庫前 - 錦糸町駅

錦糸町駅から亀戸駅通り、境川、葛西橋、雷を経て浦安まで運行されていたが、1975年（昭和50年）8月に葛西営業所に移管された。その後、1976年（昭和51年）6月20日付で亀戸駅までに短縮、亀29系統となったのち、オリエンタルランド交通の営業開始され、さらに浦安橋の架替えによって、旧江戸川堤防沿いの道路（浦安橋バス停のあるところ）から浦安方向へ直接右折できなくなったことが決定打となり、1978年（昭和53年）11月2日付けで浦安橋と浦安学校の間が廃止になり、東京都内のみの亀戸駅 - 葛西駅間運転に変わる。その葛西駅発着も1990年3月に廃止され、現在はなぎさニュータウン - 西葛西駅 - 亀戸駅を運行している。

### 船31系統
- 船31 : 小岩駅- 鹿本中学校 - 一之江駅 - 船堀駅

江戸川区の委託により1999年12月15日に運行開始。小岩・大杉エリアから環七通り・新大橋通りを経由して船堀駅を結ぶ路線で、1999年3月に開業した船堀駅前のタワーホール船堀へのアクセスを目的に開設された。こちらは京成バス奥戸営業所（後に京成・江戸川営業所に移管）との共同運行で1年間の試験運行が行われたが、利用が振るわずわずか1年で廃止された。

小岩駅と船堀駅を結ぶ路線は、後に錦27-2系統が江戸川営業所の管轄で設定され、一之江駅は経由しないものの経路を変えての復活となった。

### （旧）25系統
- （旧）25 : 東小松川五丁目 - 平井駅 - 押上駅 - 浅草雷門 - 上野広小路

都電第6次撤去と同時の1971年（昭和46年）3月17日限りで廃止。

### （旧）68系統
- （旧）68 : 新小岩駅 - 上平井 - 四ツ木橋 - 押上駅 - 浅草寿町

新小岩駅 - 上平井 - 四ツ木橋間を廃止し、青戸車庫発着とし、青戸支所へ移管して1972年の系統番号整理で、草38系統となった。

### 艇10系統
- 艇10 : 平井駅前 - ボートレース江戸川前

江戸川・江東営業所へ移管された。

### 急行06系統
- 急行06：森下駅 - 清澄庭園 - 門前仲町 - 豊洲駅 - 国際展示場正門駅 - パレットタウン - （←テレコムセンター駅） - 日本科学未来館（記載停留所のみ停車）(土曜・休日のみ)
- 2005年（平成17年）7月17日 : 運行を開始[14]。
- 2006年（平成18年）9月30日 : 門前仲町 - 国際展示場正門駅間 でルート変更。豊洲駅、日本科学未来館前に新規停車[15]。
- 2007年（平成19年）3月31日 : 終点を日本科学未来館構内に変更し、日本科学未来館前停留所は通過に変更する。
- 2012年（平成24年）4月1日 : 江東営業所から移管する。
- 2018年（平成30年）4月1日：港南支所に移管された。

急行06系統は、江東区が深川地区と台場地区を結び、深川地区の観光活性化を図るために計画した路線。愛称は「江東区深川シャトル」。なお、江東区が東京都交通局に運行業務を委託している観光シャトルという位置づけのため、車内では豊洲の歴史や門前仲町周辺の案内など、観光アナウンスがなされている。また、江東営業所時代は、運行開始から2010年下半期まで沿線の観光ラッピングを施した車両が運行された。
平成17年度は約27,000人、平成18年度は約32,600人の利用があった。
江東区から運行を委託されているため、臨海副都心内でも港区に属するお台場海浜公園・フジテレビ方面には行かず、また急行05系統（江東区城東シャトル）が停車する船の科学館（品川区）最寄の船の科学館駅停留所には停車しない。2018年4月のダイヤ改正で、港南支所に移管された。

急行06系統路線図

### 東20系統

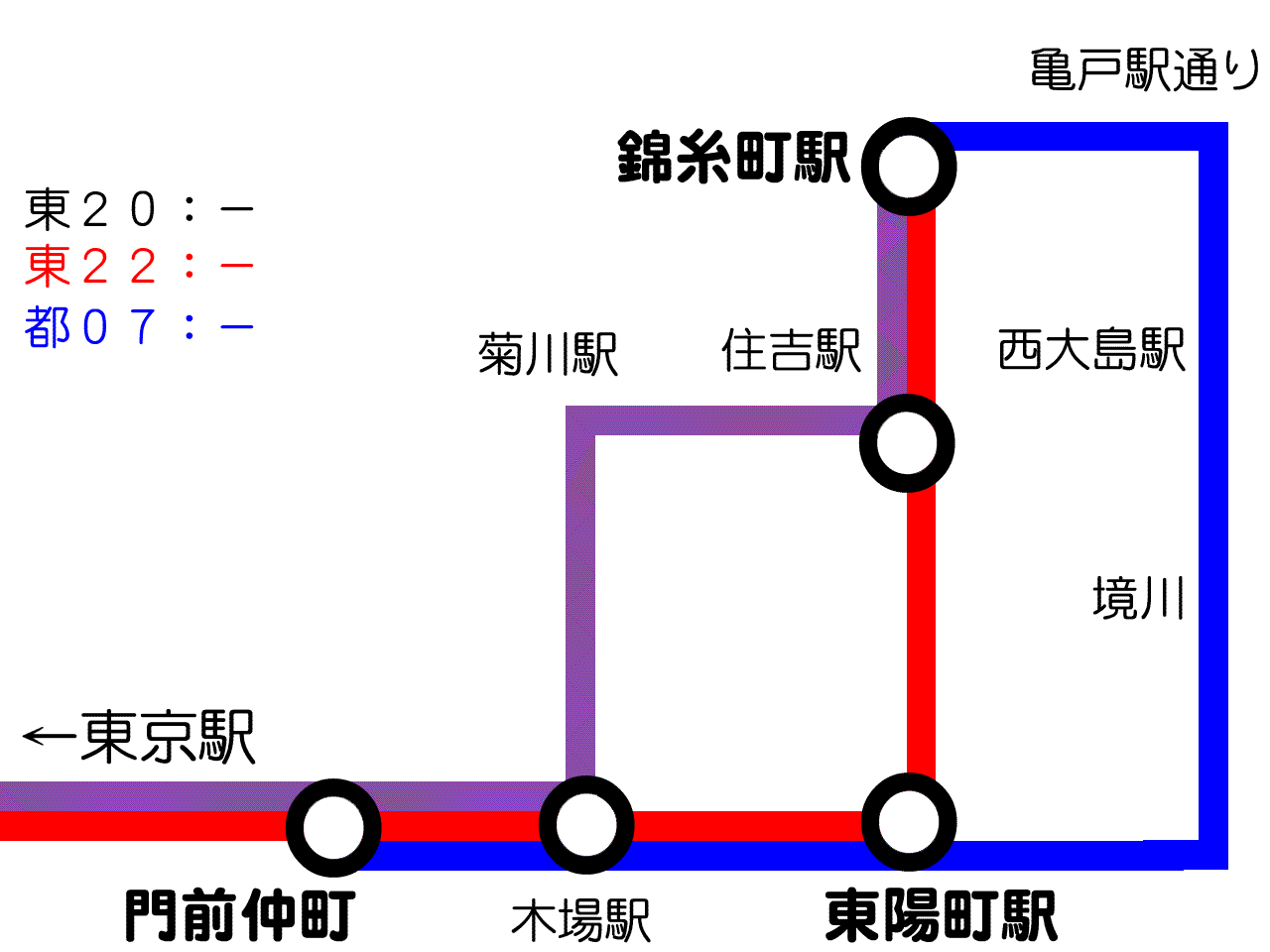
都07・東20・東22の経路比較
（東20は紫）

- 東20 : 東京駅丸の内北口 - 茅場町 - 門前仲町 - 東京都現代美術館 -（←住吉駅/江東橋→）- 錦糸町駅
- 東20 : 門前仲町 - 東京都現代美術館 -（←住吉駅/江東橋→）- 錦糸町駅

東京都現代美術館が最寄りの東京メトロ東西線木場駅、都営地下鉄新宿線菊川駅から徒歩15分程度であり、JR線の駅から離れている位置に存在するため、そのアクセス改善を目的として2001年7月20日に新設された系統である。そのためか、平日日中は毎時1本、土曜日日中は毎時2本、休日日中は門前仲町 - 錦糸町駅の区間便も含め毎時3本程度の運行となり、平日日中より土曜日・休日日中の方が本数が多いという特徴的なダイヤであった。
門前仲町 - 錦糸町駅の区間便の設定があるように、三ツ目通りからの錦糸町・門前仲町へのアクセスという役割も担っていた。
沿線の富岡八幡宮において3年に1度8月中旬に例大祭が行われ、実施の際は当系統が走る永代通りにおいて交通規制が行われるため、迂回運行および東京駅 - 茅場町・永代橋と木場駅 - 錦糸町駅の区間運行が行われた。この迂回運行は、原則として門21の経路（冬木経由）で行われることが多かったようである。
当初は江東営業所が担当し、現代美術館への輸送を主目的にしていた。このためダイヤは休館日（月曜）・平日・土曜・休日に分かれ、運行時間も美術館の開館時間帯のみであった。また、区間便も、当初は東京駅側からのアクセスを主眼においていたこともあり、東京駅丸の内北口 - 現代美術館が運転されていた。その後、徐々にではあるが沿線地域の交通機関として浸透し、ダイヤも通常系統と同じように3本立てとなり、終日運行されるようになった。
2005年4月1日、臨海に移管されたことで現代美術館の区間便が廃止され、錦糸町駅 - 門前仲町が設定された。この結果、当初とは打って変わって錦糸町駅側の方が本数が多くなっている。
2008年4月1日に東22乙系統が東20乙系統になり、担当が臨海に変わったことで運用も変わった。出入庫は臨海車庫より回送だったが、秋26系統もしくは錦22系統で出庫し東20系統で使用されたのちに錦22系統で入庫するよう改められた。
2016年（平成28年）4月1日には住吉一丁目 - 錦糸町駅間の錦糸町方向が住吉駅経由から錦11系統、および深川営業所の錦13系統と同じく江東橋経由に変更となった。
東22系統との混同をさけるため、紫色の方向幕を使用していた。かつては同系統のみ唯一紫色の方向幕を使用していたが、2012年4月のスカイツリー開業直前のダイヤ改正の際に青戸支所の錦37系統が上23、草39などの系統との誤乗車防止策として紫色の幕に変更している。
2022年（令和4年）3月31日をもって路線が廃止された。

## 車両
指定車種：いすゞ自動車（ボディは川重車体工業→アイ・ケイ・コーチ→いすゞバス製造→ジェイ・バス）　現在はいすゞのほか、日野と三菱ふそう、トヨタの車両が在籍している。
指定ボディは旧江戸川営業所から継承した川重→アイ・ケイ・コーチ（IKC）であったが、転属して来た車両も多く、富士重工業製と川重→IKC製の両方所属していた。富士重工業製は臨海営業所発足に先立ち北営業所との車両交換により今井支所に移籍した車両であった。今井支所は日産ディーゼル（現・UDトラックス）車が指定車種であったが、この車両交換によりUD車は北営業所に転属し、代わりに北からいすゞ+富士重工車が転入している。今井のUD車のうちM・N代の14台はそのまま臨海へと引き継がれ、その後1989年7月までに北営業所へと転出している。
音声合成：クラリオン → レゾナントシステムズ
当支所は都営バスの車庫としては唯一の、自前のCNG充填設備を持つことや、いすゞの中型ノンステップバス発売が遅れたことなど様々要因が重なり、全メーカーを保有していた。三菱ふそう・エアロスターはディーゼル、CNGともに在籍していたが、CNG車は全廃、ディーゼル車も2014年11月に練馬支所へと転出して配置がなくなったが、2018年1月には江戸川営業所からの転入により再び配置されることとなった。いすゞ初のノンステップバスであるD202号車も落成以来当所に配属されていたが、2010年に除籍された。廃止された二階02系統のネオプラン・スカイライナーも所属していた。CNGバスは2018年2月までに全廃となった。
ハイブリッド車は、日野・ブルーリボンシティといすゞ・エルガが在籍する。2020年に近隣の葛西水再生センターに水素ステーションが設置されたことで、燃料電池バス（トヨタ・SORA）が配置されている。
かつては、中型ロング車として、日野・レインボーHRとUDトラックス・JPが在籍していた。HRは2001年度にH代車2台が配置されるもわずか1年でJPと入れ替わりに巣鴨営業所へと転出（その後巣鴨から杉並支所へと再転出）し一旦配置がなくなったが、その後品川、早稲田や深川、江戸川営業所などからの転入で再配置された。